# Galina Prozumenshchikova
Galina Nikoláyevna Prozuménshchikova (Ruso: Гали́на Никола́евна Прозуме́нщикова; IPA: [ɡɐˈlʲenə nʲɪkɐˈlaɪvnə prəzʊˈmʲenɕːɪkəvə]; 26 de noviembre de 1948 – 19 de julio de 2015) fue una nadadora soviética que se destacó en estilo pecho, aunque también ha participado en competiciones por relevo en medley. Ganó cinco medallas Olímpicas en 1964, 1968 y 1972 y cinco medallas en el Campeonato Europeo de 1966 y 1970. Su primera medalla Olímpica, el oro en 200 metros de nado pecho de 1964, fue la primera medalla dorada que obtuvo la Unión Soviética en natación. Entre 1964 y 1966, consiguió cinco récords mundiales: cuatro en 200 metros y uno en 100 metros, todas en pecho. Entre 1963 y 1972, ganó 15 títulos nacionales y consiguió 27 récords nacionales.

## Biografía
Galina nació en Sebastopol, en la antigua República Socialista Federativa Soviética de Rusia de la Unión Soviética. Se casó dos veces, por lo que cambió su apellido primeramente al de Stepánova (ruso: Степа́нова) y luego por el de Ivánnikova (ruso: Ива́нникова).
Su padre, Nikolái Nikoláyevich Prozuménshchikov (1913–1991) era un capitán de submarino. Su madre, Sofía Petrovna (1922–1987) fue una enfermera y participó en la Segunda Guerra Mundial. Galina empezó nadar en un club en 1959 y hasta 1966 compitió representando al SKF Sevastopol. En la época que participó de su primera Olimpiada en 1964, también ganó varias competiciones nacionales e internacionales consiguiendo varios récords mundiales en 200 metros de pecho. Su disciplina favorita fueron los 100 metros de pecho, pero éstos recién se volvieron una competición olímpica en el año 1968. Aunque, tuvieron que operarla de apendicitis en julio, justo antes de los Juegos, y no estuvo en su mayor forma. También tenía una rival fuerte, Svetlana Babánina, quién consiguió un récord mundial en 100 metros pecho antes de las Olimpíadas de 1964. De todas formas, Prozuménshchikova ganó la competición de 200 metros, consiguiendo un nuevo récord olímpico y ganando la primera medalla dorada para la Unión Soviética en natación. Babánina terminó en tercer lugar.
En 1966, Prozuménshchikova se matriculó en la Facultad de periodismo de la Universidad Estatal de Moscú (MSU) y mudó su residencia a esa ciudad. Ese año, consiguió su mejor récord para los 200 metros pecho en 2' 40.8"— casi siete segundos menos que su primer récord de 2' 47.7" en 1964—ganando una medalla de oro en el Campeonato Europeo de Natación de 1966, también consiguiendo una medalla de plata en medley. Dos años más tarde, en la Olimpiada de Verano de 1968, estuvo a una décima de segundo de conseguir el oro en los 100 metros pecho. Consiguió una medalla de plata en los 100 metros y una de bronce en los 200 metros pecho.
En 1969, Prozuménshchikova dio a luz a su primera hija, Irina, lo que la llevó a retirarse profesionalmente. Sin embargo, regresó a competir en 1970, ganando el oro en los 100 m y 200 m pecho y otra medalla de plata en medley en los Campeonato Europeo de Natación de 1970. Nadó para la Unión Soviética en la Olimpiada de Verano de 1972, repitiendo la buena performance que había tenido en 1968 en 100 m y 200 m, lo que le permitió conseguir dos medallas más, retirándose finalmente al año siguiente.
Prozuménshchikova se graduó de la MSU en 1976 y escribió columnas deportivas para el diario Izvestia. Sin embargo, abandonó el periodismo rápidamente, y entre 1976 y 1980 trabajó como funcionaria de deportes, y después de 1980 fue entrenadora de niños en el CSKA Moscú. En los años 1970, se casó con el economista Yuri Ivánovich Ivánnikov (n. 1950) y tuvo otro hijo, Grigori Yúrievich Ivánnikov, en 1979. En 1991, compitió nuevamente y consiguió al menos 35 récords nacionales en la categoría de "masters".
Prozuménshchikova murió a la edad de 66 años en la ciudad de Moscú luego de una larga enfermedad, de acuerdo con la Federación Rusa de Natación. Su cuerpo fue cremado.

## Premios y honores

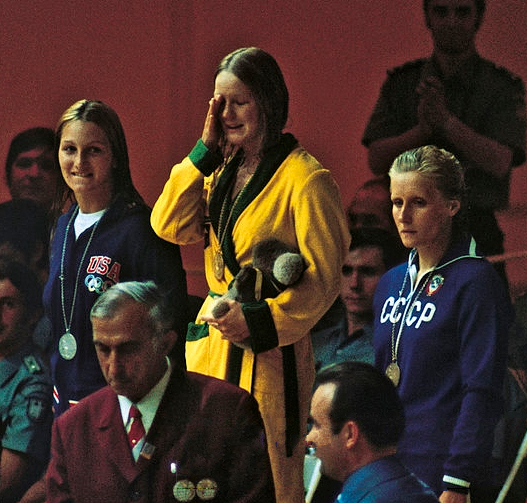
Prozuménshchikova recibiendo la medalla de bronce para los 200 m pecho en las Olimpiadas de 1972.

En 2013, dos años antes de su muerte, Prozuménshchikova fue reconocida como una de los "100 mejores nadadores de la historia" en un libro escrito por el periodista y nadador John Lohn. Ella quedó en el puesto número 60 del libro, destacándose por sus medallas Olímpicas y europeas.
Prozuménshchikova también consiguió distinciones especiales en su país de origen, incluyendo:
- Orden de la Bandera Roja del Trabajor (1972)[1][3][9]
- Orden de la Amistad de los Pueblos (1993)[1][3]
- Medalla de la Distinción Laboral (dos veces)[1][3]